# Josef Zeman (Fußballspieler)
Josef Zeman (* 23. Januar 1915 in Drunče, Österreich-Ungarn; † 3. Mai 1999) war ein tschechoslowakischer Fußballspieler und -trainer. Mit der Tschechoslowakei nahm er an der Fußball-Weltmeisterschaft 1938 in Frankreich teil.

## Vereinskarriere
Zeman begann mit dem Fußballspielen beim SK České Budějovice. 1936 wechselte der Stürmer zum SK Pilsen, der das Talent aber nicht lange halten konnte. Nach wenigen Monaten wurde Zeman von Sparta Prag verpflichtet. Mit Sparta wurde der Angreifer zweimaliger Landesmeister. In der Meistersaison 1937/38 wurde er mit 20 Treffern zweitbester Torschütze der Liga. Nach einer langwierigen Knieverletzung verließ Zeman die Hauptstadt und spielte in der Saison 1943/44 für den SK Pardubice, anschließend kurzzeitig für den SK Nusle.
Nach dem Zweiten Weltkrieg spielte Zeman ein Jahr für den Prager Erstligisten Čechie Karlín, ehe er 1946 nach České Budějovice zurückkehrte und der Mannschaft in die 1. Tschechoslowakische Liga verhalf. Seine vier Tore in der Saison 1947/48 reichten jedoch nicht zum Klassenerhalt. 

### Erfolge
- Tschechoslowakischer Meister: 1937
- Meister Protektorat Böhmen und Mähren: 1939
- Mittelböhmischer Pokal: 1936
- Tschechischer Pokal: 1940 und 1943

## Nationalmannschaft
In der Tschechoslowakischen Nationalmannschaft spielte Zeman vier Mal und erzielte er zwei Tore. Dabei traf er gleich bei seinem Debüt am 1. Dezember 1937 bei der 4:5-Niederlage gegen England an der White Hart Lane.
Bei der Weltmeisterschaft 1938 gehörte er zum tschechoslowakischen Kader. Im Erstrundenspiel gegen die Niederlande, das die ČSR mit 3:0 nach Verlängerung gewann, erzielte Zeman in der 110. Spielminute das zweite Tor der Tschechoslowaken. Es war zugleich Zemans letztes Spiel im Trikot der Nationalmannschaft. 

## Trainer
Zeman versuchte, in der Saison 1949 Sokol JČE České Budějovice als Trainer wieder in die 1. Liga zu bringen, scheiterte aber deutlich. Ende der 1950er Jahre trainierte er den Drittligisten Slavoj České Budějovice.